# Пърси Следж
Пърси Следж (на английски: Percy Sledge; роден на 25 ноември 1940 г., починал на 14 април 2015 г.) е американски ритъм енд блус и соул изпълнител.
Прочува се по света със сингъла When a Man Loves a Woman, издаден през 1966 г. Сингълът се превръща в международен хит по класациите на Топ 40, като Асоциацията на звукозаписната индустрия в Америка му дава сертификат за златен статут.
Постига най-големия си успех от средата до края на 1960-те години, както и в началото на 1970-те години, като печели публиката с емоционалните си соул песни. По-късно получава Наградата за постижения в кариерата на фондация „Ритъм енд блус“.